# Eri Mantani
Eri Mantani (萬谷 衣里, Mantani Eri), née en 1982 à Osaka (Japon), est une pianiste classique japonaise.

## Biographie
Née à Osaka, Eri Mantani commence à étudier le piano à l'âge de quatre ans. Elle poursuit sa formation musicale à l'université des arts de Tokyo avec le professeur Yu Kakuno puis à la Rostock University of Music and Theatre (en) en Allemagne avec le professeur Bernd Zack en tant que boursière des fondations de musique Yamaha et Rohm. Elle suit également les master classes de Vladimir Ashkenazy, Jörg Demus, Alexander Jenner, Arnulf von Arnim et d'autres.  
Depuis son premier récital en 2001 Eri Mantani se produit régulièrement en concerts solo ou en tant que soliste avec de nombreux orchestres à travers l'Europe et l'Asie. Elle est invitée à des festivals internationaux et des tournées de concerts comme à Rouen, Saintes (France), Raiding (Autriche), Miyazaki (Japon), Milan, Bergame, Caserte, Terni et Cervo (Italie).
Depuis novembre 2007, Eri Mantani enseigne à la Rostock University of Music and Theatre en Allemagne ; elle réside à Berlin.

## Prix et distinctions
- 2009 : prix de la critique pour son récital au Izumi hall d'Osaka
- 2010 : second prix du concours international de piano Alessandro Casagrande (en) à Terni (le premier prix ne fut pas attribué)[1].
- 2015 : Aoyama Music Award pour son récital au  Barocksaal de Kyoto.

Elle remporte également des prix au 4e concours international de piano Franz Liszt à Wrocław et au premier concours de musique Romanian Music Competition à Tokyo ; elle est lauréate du 11e concours international de piano Franz Schubert à Dortmund.

## Discographie
- 2011 : Liszt, Ballade no 2 ; Grandes études de Paganini (no 6) ; Rhapsodie hongroise no 2 et Enesco, Sonate no 3, op. 24 (23 novembre 2011, Romanian Music Society DQC-804)
- 2017 : Scarlatti, 19 sonates : K. 44, 78, 87, 135, 239, 245, 322, 323, 427, 432, 435, 438, 447, 455, 474, 475, 478, 492 et 513 (16-18 mai 2016, (SACD MDG 904 1987 6)[3],[4] (OCLC 1002065807)